# Кад голубови полете
Кад голубови полете је југословенски филм из 1968. године. Режију направио и сценарио је написао Властимир Радовановић.

## Радња
У центру града, дечаци у напуштеном дворишту граде голубарник. Али, уместо голубова, у голубарник се усељавају незвани станари - један човек и двоје деце. Дечаци се труде да избаце „уљезе“, али се током тог свог труда са њима спријатеље и када из општине дођу да руше бесправну градњу, то јест, голубарник, дечаци се сада боре против одлуке општине.

## Улоге
| Глумац                 | Улога            |
| ---------------------- | ---------------- |
| Миодраг Петровић Чкаља | Жика Африка      |
| Рахела Ферари          | бака             |
| Арсен Дедић            | бакин подстанар  |
| Александар Фотез       | Мићко            |
| Војин Кајганић         | Цвика            |
| Мирјана Марковић       | Јеца             |
| Бранислав Милаковић    | Шиља             |
| Ранко Вујачић          | Бане             |
| Јасна Војиновић        | Чупка            |
| Милан Ерак             | Риле             |
| Олга Ивановић          | Рилетова мајка   |
| Никола Милић           | Рилетов отац     |
| Миодраг Андрић         | лопов            |
| Драгомир Чумић         | лопов            |
| Петар Словенски        | човек из општине |
| Златибор Стоимиров     |                  |
| Соња Ђурђевић          |                  |
| Мирослав Жужић         |                  |
| Слободанка Жугић       |                  |
| Нада Урбан             |                  |